# De pier-race
Tom Poes en de pier-race of kortweg De pier-race is 33ste verhaal uit de Bommelsaga, geschreven en getekend door Marten Toonder. Het verhaal verscheen voor het eerst op 20 oktober 1948 en liep tot 5 januari 1949. Thema: Fraude in de autoracesport.

## Samenvatting
In de buitenwijken van Rommeldam loopt Tom Poes Hiep Hieper tegen het lijf. Beiden zijn geïnteresseerd in de aanplakbiljetten van de Pier-race naar Siddewier om de Siddewierbokaal. Heer Bommel plaatst een supermotor in de Oude Schicht, en daar kan Hieper met zijn auto niet tegenop. Maar hij kan de motor wel stelen natuurlijk. En zo 'verhuist' de motor diverse keren voordat de race plaatsvindt. Uiteindelijk wordt Hieper gearresteerd en wint Tom Poes de race.

## Voetnoot
1. ↑  Tom Poes en de Pierrace in de Volledige Werken.